# بروليو كاريو كولينا
بروليو كاريو كولينا (بالإسبانية: Braulio Carrillo Colina)‏ (و. 1800 – 1845 م) هو سياسي، وقاض من كوستاريكا .
تولى منصب رئيس كوستاريكا (1835-05-05 حتى 1837-03-08)، ومرة أخرى منذ 1838-05-28 وحتى 1842-04-11.